# Соуза, Вальтер де
Вальтер Луиш Жозеф де Соуза (англ. Walter Louis Joseph de Sousa; 16 декабря 1920, Мбале — 23 августа 1989, Бомбей) — индийский хоккеист на траве и футболист, защитник. Олимпийский чемпион 1948 года.

## Биография
Вальтер де Соуза родился 16 декабря 1920 года в городе Мбале в Британской Уганде (сейчас в Уганде), где его отец работал на британское правительство. Имел португальское происхождение.
Вернулся в Британскую Индию, чтобы получить образование. Учился в колледже святого Иосифа в Бангалоре. В это время начал играть в хоккей на траве.
В начале 1940-х годов играл за «Бангалор Блюз». Затем переехал в Бомбей (сейчас Мумбаи), где выступал за хоккейную и футбольную команды «Таймс оф Индия». С 1943 года защищал цвета футбольной команды «Янг Гоанс» и хоккейной команды «Лузитанианс», был её капитаном.
В 1948 году вошёл в состав сборной Индии по хоккею на траве на летних Олимпийских играх в Лондоне и завоевал золотую медаль. Играл на позиции защитника, провёл 1 матч, мячей не забивал.
С 1952 года играл за команду Бомбея в футбол. С 1956 года играл в хоккей на траве за «Бурма Шелл». Завершил игровую карьеру в 1968 году.
В 1975 году был менеджером сборной Индии, которая выиграла чемпионат мира в Куала-Лумпуре.
В поздние годы жизни здоровье де Соузы ухудшилось.
В 1988 году власти Гоа удостоили его государственной награды Бакши Бахаддара Дживы Керкара за выдающиеся достижения в спорте.
Умер 23 августа 1989 года в Бомбее. На его похоронах присутствовали бывшие партнёры по сборной Индии, в том числе Лео Пинто и Лоури Фернандес.

## Память
В 1993 году в Бомбее появился сад «Вальтер де Соуза», расположенный возле кинотеатра «Метро».